# Yun Hyon-seok
Yun Hyon-seok (coreeană 윤현석, n. 7 august 1984 — d. 26 aprilie 2003) a fost un activist pentru drepturile omului și activist civic, poet și scriitor homosexual din Coreea de Sud. El s-a sinucis pentru a protesta contra homofobiei.
A fost poreclit Yukwudang(육우당, 六友堂, Șase prieteni), Sulheon(설헌, 雪軒), Midong(미동, 美童, băiat frumos).

## Publicații
- "내 영혼 꽃비 되어" (2013)
- "Jurnalul lui Yukwudang" (육우당 일기)